# Dwór w Bagieńcu
Dwór w Bagieńcu – zabytkowy dwór wybudowany w XVI w. w Bagieńcu.

## Położenie
Dwór położony jest we wsi w Polsce, w województwie dolnośląskim, w powiecie świdnickim, w gminie Jaworzyna Śląska.

## Historia
Dwór – pałac na wyspie z XVI w.; pierwotne założenie to prawdopodobnie dwór obronny z XIII w. W drugiej poł. XVI w. przekształcony w renesansowy zamek wodny. Kolejna przebudowa w poł. XVIII w. nadała budowli wystrój barokowy. Ostatecznie przebudowany na pocz. XX w. w stylu neorenesansowym. Obecnie – pałac, trójkondygnacyjny, podpiwniczony, powstały na planie regularnym. Zbudowany jest głównie z cegły, z niewieloma dodatkami kamienia, kryty dachem czterospadowym. Kubatura obiektu to niespełna 5000 m³. Zabytek znajduje się w centrum wsi Bagieniec, otoczony jest jeziorem, które kiedyś pełniło rolę fosy. Do pałacu można się dostać kamiennym mostem wybudowanym w miejscu mostu zwodzonego. Zachowały się m.in. XIX-wieczny kamienny portal, kartusz herbowy oraz pomieszczenia ze sklepieniami kolebkowymi. W pałacu gościło wiele znanych osobistości takich jak: Johann Wolfgang Goethe czy Friedrich Bogislav von Tauentzien. 
Obiekt jest częścią zespołu pałacowego, w skład którego wchodzi jeszcze park.
Obecnie jest to własność prywatna. Remont rozpoczęto przed 2003 rokiem jednak po wyremontowaniu dachu prace przerwano. W 2024 roku delegatura WKZ w Wałbrzychu przeprowadziła kontrolę, w wyniku której wydała prywatnemi właścicielowi nakaz przeprowadzenia we dworze prac zabezpieczających.

## Galeria

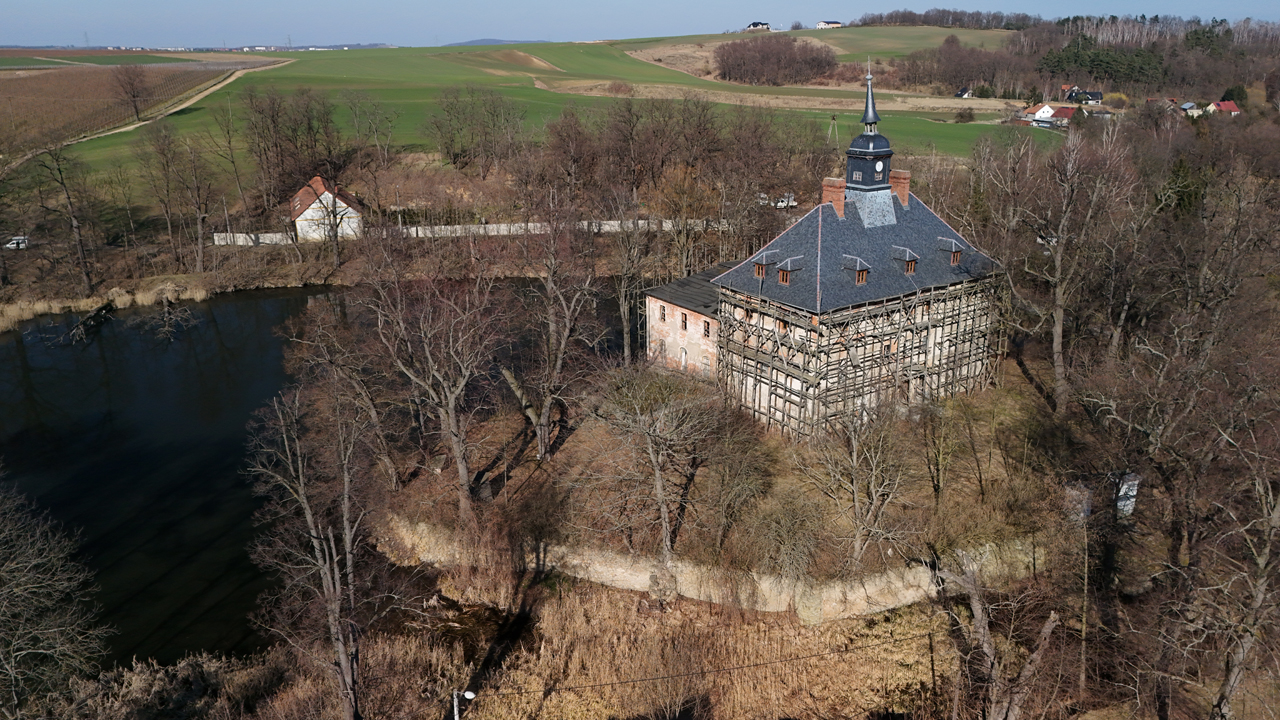
Dwór w Bagieńcu w 2025 roku
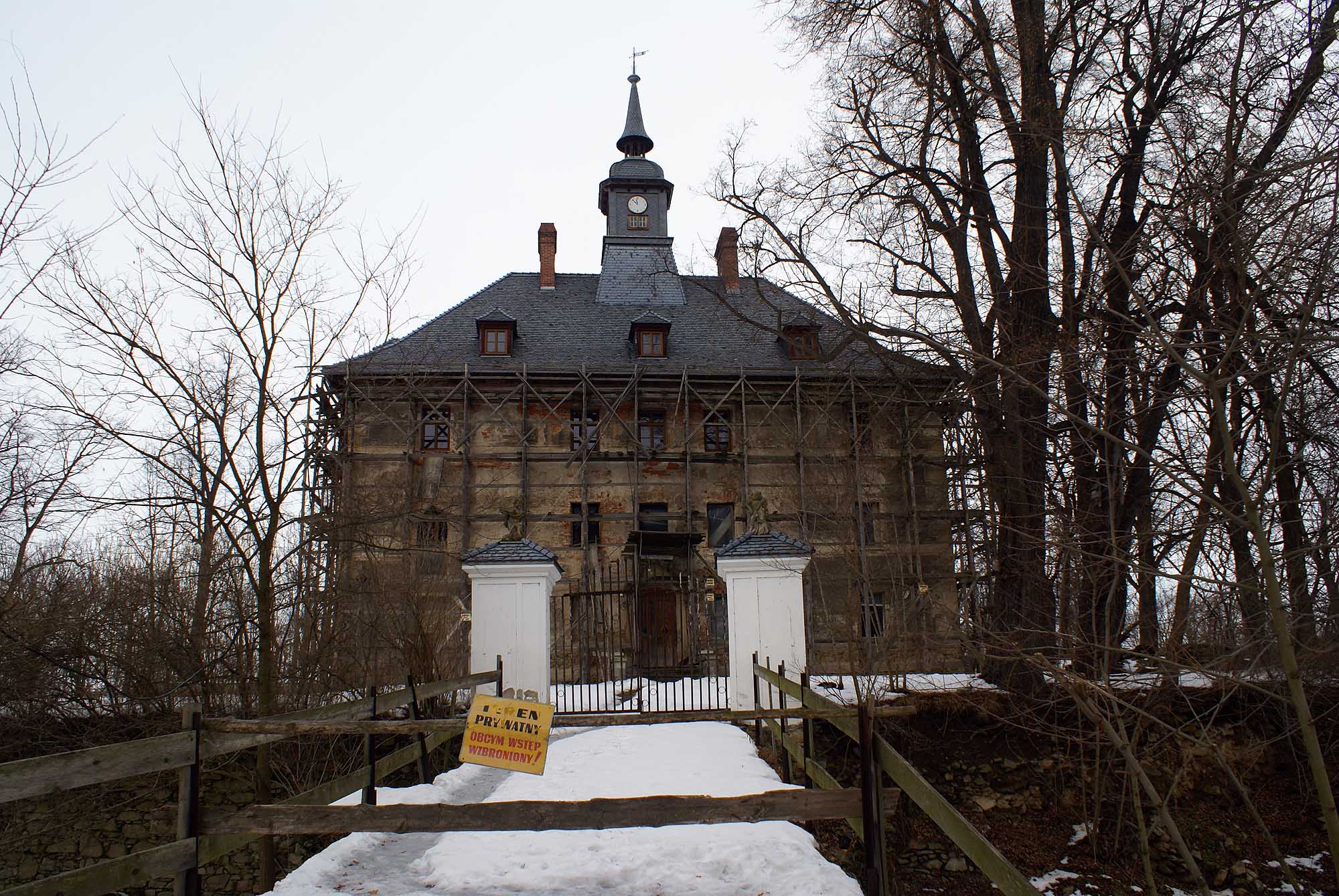
Brama pałacowa
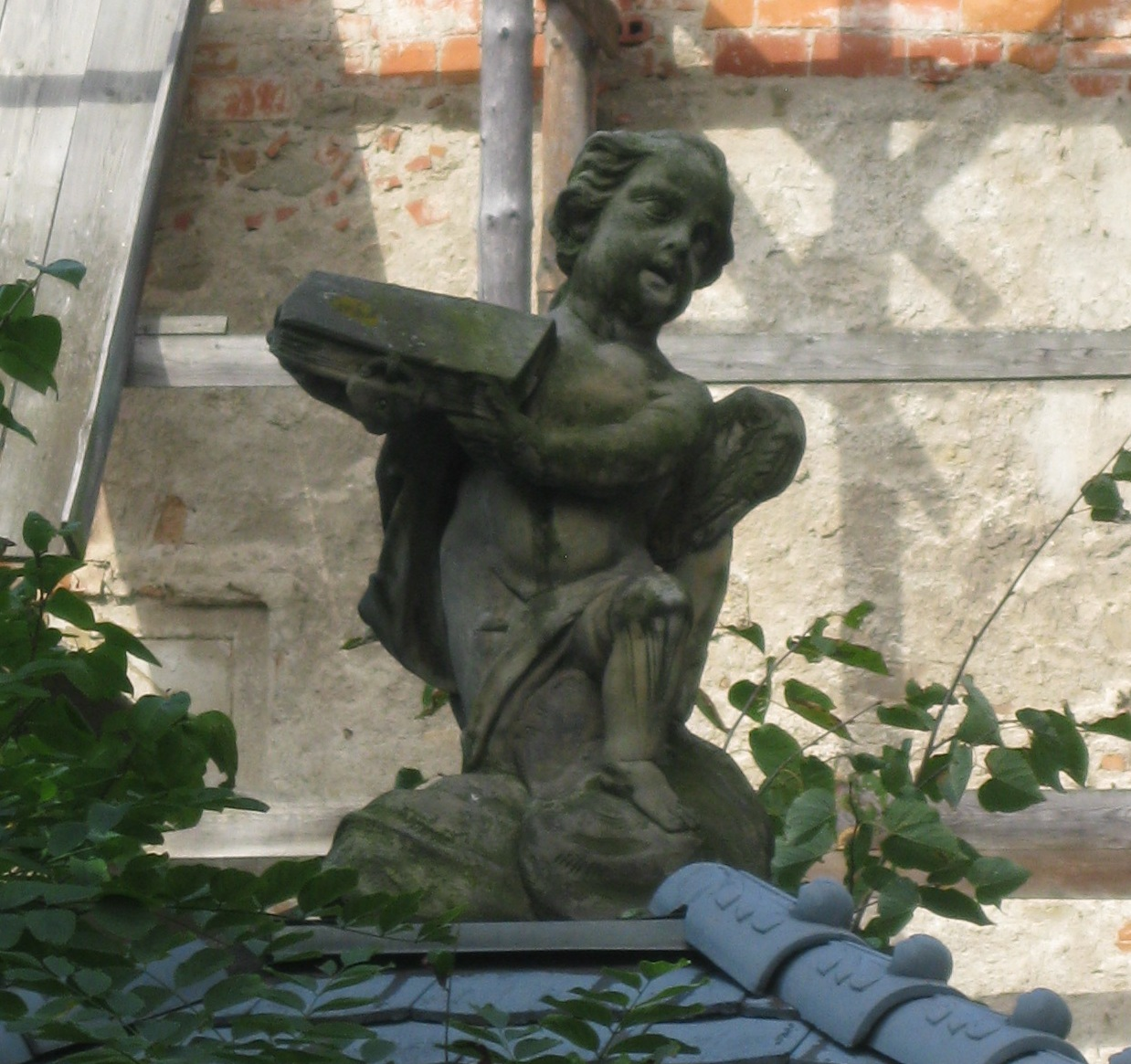
Rzeźba aniołka na bramie
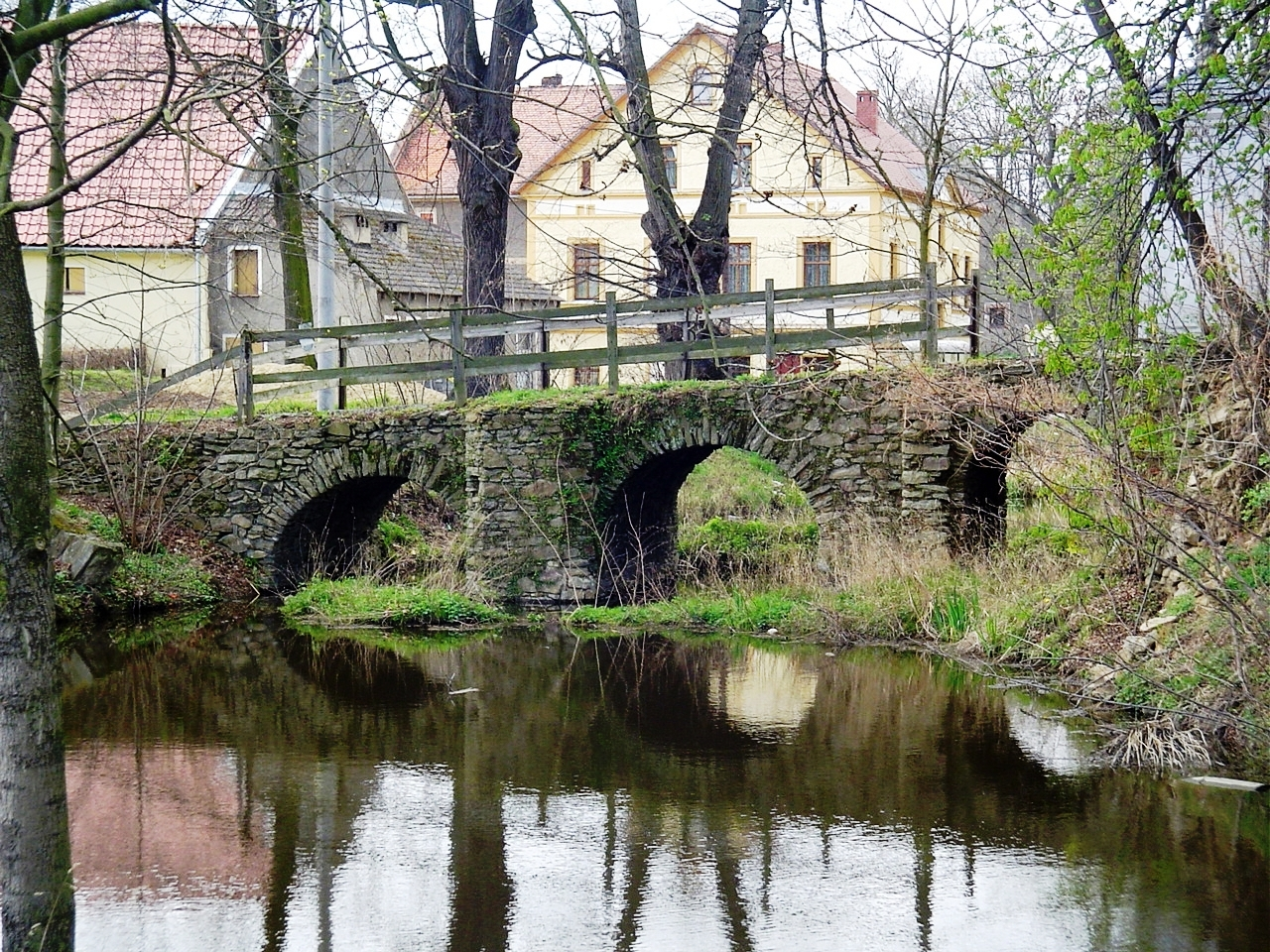
Kamienny most nad fosą